# مبادئ خط الاستواء

الشعار الحالي لمبادئ خط الاستواء

مبادئ خط الاستواء، هي مبادئ وضعت من قبل مجموعة من المؤسسات المالية، هذه المبادئ التوجيهية تقدم إطارا لمعالجة المخاطر البيئية والاجتماعية في تمويل المشروع. الغرض من المبادئ هو أن تحجب مشاريع تؤثر سلبيا على البيئة أو الإنسان من أجل الحفاظ على المجتمعات والموائل الطبيعية.
حتى فبراير 2019، اعتمدت 94 مؤسسة مالية في 37 دولة اعتمادًا رسميًا لمبادئ خط الاستواء، والتي تغطي معظم الديون الدولية لتمويل المشاريع في الأسواق الناشئة والمتقدمة. استندت مبادئ خط الاستواء، التي أُطلقت رسميًا في واشنطن العاصمة في 4 يونيو 2003، إلى أطر السياسات البيئية والاجتماعية القائمة التي وضعتها مؤسسة التمويل الدولية.